# Nevenreactie
Van een nevenreactie is in de chemie sprake als naast de gewenste reactie ook een andere reactie optreedt.  Met name in de organische chemie is dit een veel voorkomend probleem: in plaats van slechts één product ontstaan er in het reactiemengsel twee of meer producten.  De opbrengst van het gewenste product is daardoor lager en zuivering kan een probleem zijn zoals bij de vorming van racemische mengsels.

## Organische Chemie
In reacties met organische moleculen treden nevenreacties veelvuldig op omdat deze moleculen vaak over meerdere plekken beschikken waar de reactie kan optreden.  De relatieve stabiliteit van overgangstoestanden en eindproducten bepalen het verloop van de reactie, en welke stoffen gevormd worden.

### Voorbeelden
1. Additie van waterstofhalogeniden aan alkenen
2. Substitutie van waterstof in alkanen door halogenen
  De reactie van chloor met propaan heeft als hoofdproduct 2-chloorpropaan, in de nevenreactie ontstaat 1-chloorpropaan als bijproduct.